# Aridella nana
Aridella nana är en stekelart som beskrevs av Dmitriy R. Kasparyan 1970. Aridella nana ingår i släktet Aridella och familjen brokparasitsteklar. Inga underarter finns listade.